# المؤتمر من أجل الجمهورية (النيجر)
المؤتمر من أجل الجمهورية (بالفرنسية: Congrès Pour la République) هو حزب سياسي في النيجر.

## التاريخ
تأسس الحزب في سبتمبر 2014 من قبل رئيس بلدية مرادي السابق قسوم مختار. 
كان مختار مرشح الحزب للرئاسة في الانتخابات العامة لعام 2016، لكنه فشل في التقدم إلى الدور الثاني. ومع ذلك، فاز الحزب بثلاثة مقاعد في الجمعية الوطنية.

## نتائج الانتخابات

### رئيس النيجر
| انتخابات | المرشح     | الأصوات     | %           | الأصوات      | %            | النتيجة  |          |
| انتخابات | المرشح     | الدور الأول | الدور الأول | الدور الثاني | الدور الثاني | النتيجة  |          |
| -------- | ---------- | ----------- | ----------- | ------------ | ------------ | -------- | -------- |
| 2016     | قسوم مختار | 135,176     | 2.9 (#6)    | -            | -            | خسر      |          |
| 2020-21  | لم يشارك   | لم يشارك    | لم يشارك    | لم يشارك     | لم يشارك     | لم يشارك | لم يشارك |

### الجمعية الوطنية
| انتخابات | زعيم الحزب | الأصوات | %         | المقاعد |
| -------- | ---------- | ------- | --------- | ------- |
| 2016     | قسوم مختار | 122,573 | 2.6 (#10) | 3 / 171 |
| 2020     | قسوم مختار | 195,704 | 4.2 (#6)  | 8 / 171 |